# Homo przypadkiem sapiens
Homo przypadkiem sapiens – rozprawa o charakterze interdyscyplinarnym, w której Konrad Fiałkowski (informatyk i pisarz fantastyki naukowej) i Tadeusz Bielicki (antropolog) prezentują hipotetyczny mechanizm bardzo szybkiego wzrostu objętości mózgu przedstawicieli gatunku Homo erectus w okresie od ok. 2 mln do ok. 200 tys. lat temu, traktowanego jako preadaptacja umożliwiająca późniejszy rozwój mózgu ludzkiego (zmiany funkcji poszczególnych struktur dużego mózgu H. erectus).
Rozprawa jest pierwszą prezentacją w formie książkowej treści licznych publikacji naukowych obu autorów. Przeprowadzono również analizę wniosków, wynikających z wieloletniej polemiki z innymi naukowcami, zajmującymi się problemami antropologii, ze szczególnym uwzględnieniem rozwoju mózgowia.

## Motto
Aczkolwiek mózg nasz jest podstawową adaptacją naszego gatunku, jednakże, do czego jest on adaptacją, bynajmniej nie jest jasne.

## Zawartość książki
Książka zawiera:
- autorskie wprowadzenie[2]
- 19 ponumerowanych rozdziałów, nie opatrzonych tytułami (nie zamieszczono spisu treści)[6]
- wykaz bibliografii (ok. 300 pozycji, w tym 26 prac autorstwa K. Fiałkowskiego i 9 prac autorstwa T. Bielickiego)[7]
- indeks nazwisk[8]
- indeks haseł (opracowanie: Marta Sochacka-Piętal)[9]

Na tylnej części okładki (projekt: Maryna Wiśniewska) zamieszczono krótkie informacje o autorach oraz trzy pytania, wybrane spośród wszystkich, na które starali się udzielić odpowiedzi:

- Czym jest samoświadomość i jak powstała?
- Czy składnia języka wynika z zapisów mózgowych wcześniejszych od mowy?
- Jak nieświadomie przetwarzamy analogie?

W krótkim opisie treści książki zamieszczono stwierdzenie, że jest ona kierowana do tych czytelników, dla których istotne są pytania „skąd przyszliśmy?” i „kim jesteśmy?”

## Streszczenie

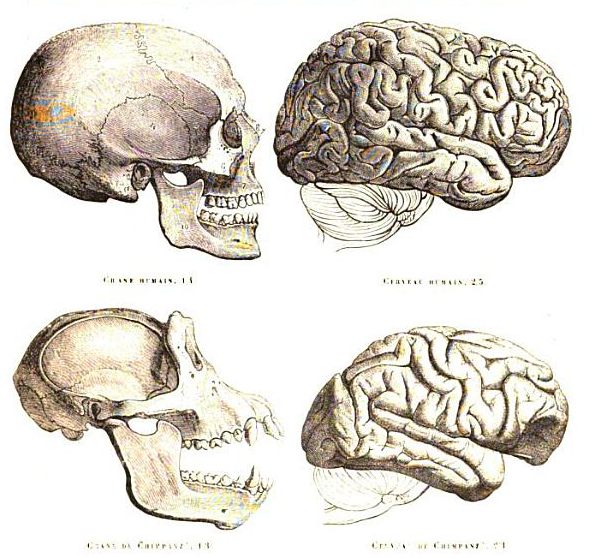
Porównanie czaszek i mózgów szympansa i człowieka (Paul Gervais, Histoire naturelle des mammifères, 1854).
Szympans żywi się przede wszystkim roślinami (orzechy, owoce), a wczesny człowiek stał się drapieżnikiem sawanny (na co nie wskazuje uzębienie obu gatunków)

Autorzy książki twierdzą, że wzrost objętości mózgu Homo erectus nie był efektem ewolucji zachodzącej w wyniku „selekcji na inteligencję” (wyższe darwinowskie „fitness” sprawniej myślących), lecz jednym z efektów doboru naturalnego ukierunkowanego na zwiększenie przeżywalności łowców – drapieżników słabszych i powolniejszych od swoich konkurentów (nie wyposażonych w ostre kły i pazury). Adaptacja H. erectus do długotrwałych biegów w stepowiejącym środowisku tropikalnej sawanny Afryki Wschodniej (późny pliocen – wczesny i środkowy plejstocen) zachodziła pod wpływem bardzo silnego nacisku selekcyjnego. Wywołała liczne zmiany cech anatomicznych i fizjologicznych, m.in. zmniejszyła negatywne skutki przegrzania organizmu. Wyjątkowo szybkie zmiany nastąpiły w mózgu. Model tego procesu został opracowany przez autorów książki z wykorzystaniem pracy Johna von Neumanna (zob. też architektura von Neumanna) na temat niezawodnych systemów z zawodnych elementów. Tworzenie „zapasowych” neuronów i równoległych połączeń między nimi miało doprowadzić do niezwiązanego z myśleniem wzrostu mózgu. Duży mózg wytrwałego łowcy umożliwił późniejszy rozwój umysłu – np. mowy, świadomości i samoświadomości, umiejętności tworzenia pojęć abstrakcyjnych i wyobrażeń (adaptacja do wytrwałych biegów stała się preadaptacją do myślenia).

## Omówienie treści rozdziałów

### Wprowadzenie
Wyjaśniając tytuł książki autorzy zwracają uwagę na niezmiernie małe prawdopodobieństwo ewolucyjnego wydarzenia, jakim było powstanie gatunku człowiek rozumny. Formułują hipotezę, że to specyficzny:

…bieg tworzył człowieka, a jego umysł oraz krtań, którą mówi, to ewolucyjna „nagroda” za ten bieg.

Jeden z efektów adaptacji do długodystansowych biegów w sawannie – szybko rosnący „niezawodnościowy bufor termiczny” w coraz większej czaszce – „przypadkiem” stał się strukturą odpowiednią dla rozwoju umysłu (pojawił się Homo sapiens).
Autorzy przypominają, że hipoteza została ogłoszona w drugiej połowie lat 70. XX wieku (m.in. K. Fiałkowski, Early hominid brain evolution and heat stress: A hypothesis, Studies in Physical Anthropology 1978) i uznana wówczas za „szokujące koncepcyjne novum” (powszechnie uważano, że siłą napędową ewolucji było „zapotrzebowania na inteligencję”), jednak po ponad 25 latach naukowych polemik pozostała aktualna.

### Uwarunkowania i kierunki ewolucji hominidów
Rozdział I

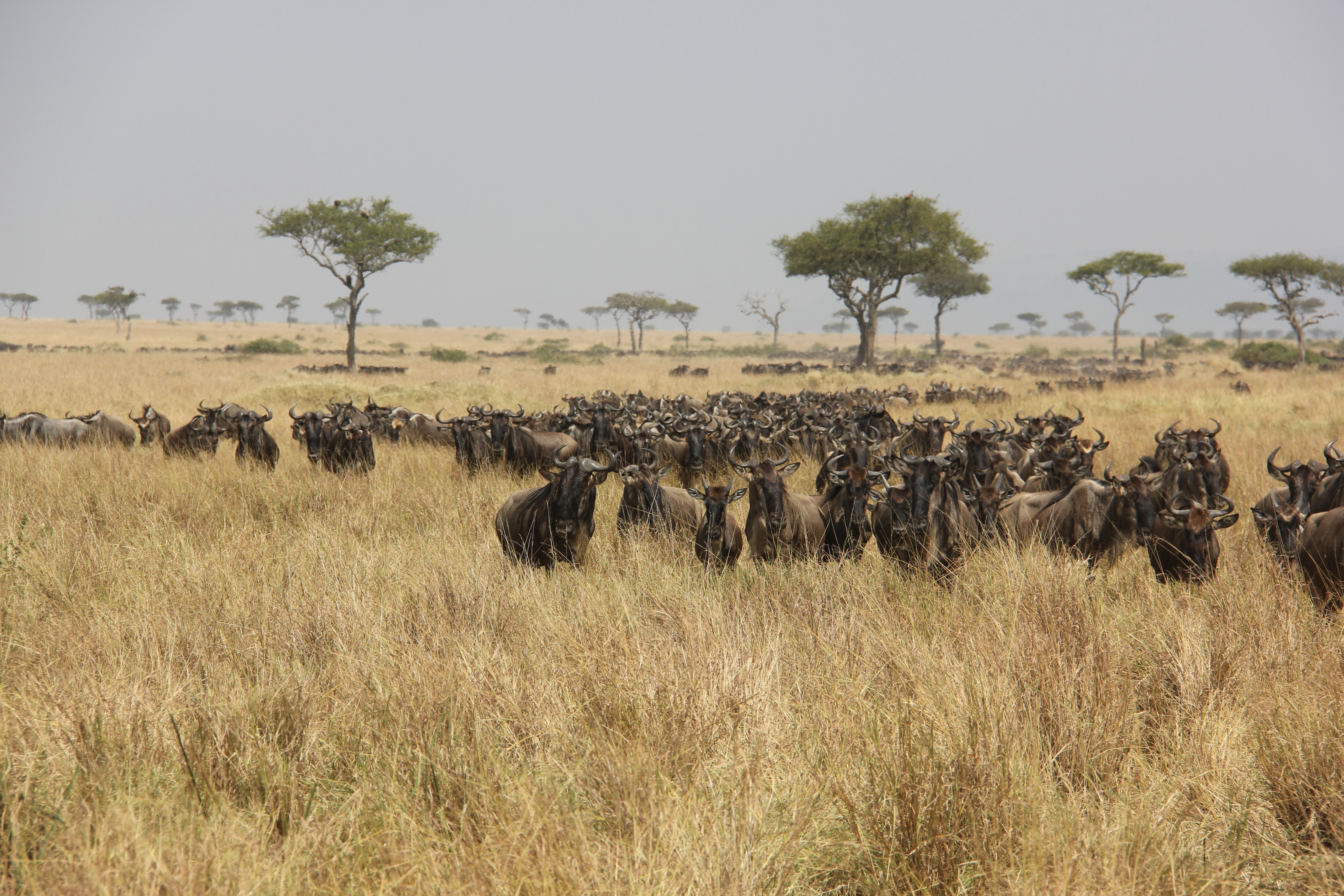
Kenia – gnu na współczesnej sawannie (podobnie mogły wyglądać tereny uporczywych polowań, „biegu na wycieńczenie” ofiary)

Przedstawiono krótki przegląd bogatego piśmiennictwa, dotyczącego zmian budowy geologicznej, klimatu i roślinności Afryki w czasie minionych ok. 14 mln lat, w tym przyczyny i skutki zaniku lasów tropikalnych w Afryce Wschodniej, na wyżynie powstałej na wschód od wielkiej nowej doliny ryftowej (stepowienie, drastyczna zmiana struktury ekosystemu). Zreferowano opinie na temat specjacji hominoidów (specjacja allopatryczna i sympatryczna) – powstania rodziny hominidów i jej dalszego podziału na gatunki przystosowane do różnych siedlisk. Przeanalizowano przebieg i przyczyny kształtowania się dwunożności. Zwrócono uwagę, że nie udaje się znaleźć korelacji między sprawnością „zachowań narzędziowych” a wielkością mózgu, np. kwarcowe odłupki stosował 3,5–3,2 mln lat temu Australopithecus afarensis, a narzędzi podobnych do wytwarzanych 1,5 mln lat temu przez wczesnego H. erectus używał jeszcze 300 tys. lat temu wczesny H. sapiens. Uznanie umiejętności wytwarzania i stosowania narzędzi za miarę inteligencji pozwala stwierdzić, że bardzo szybki wzrost wielkości mózgu w okresie ok. 2 mln – ok. 200 tys. lat temu nastąpił wskutek działania innego nacisku selekcyjnego, decydującego o kierunku doboru naturalnego, niż efektywność myślenia (jak zgodnie twierdzili ewolucjoniści do roku 1978). Miał on charakter preadaptacji dla późniejszego rozwoju umysłu, co zdarzyło się przypadkowo.
Rozdział II
Rozdział zawiera kontynuację rozpoczętej w rozdziale I polemiki z naukowcami postulującymi, że wzrost mózgu był odpowiedzią na konieczność efektywnego funkcjonowania jednostki w zbiorowościach społecznych.

Orientacyjny przebieg krzywej opisującej wzrost objętości mózgu hominidów w czasie minionych 3–4 mln lat.
Wyjątkowo szybki wzrost jest wyjaśniany adaptacją do wytrwałych, uporczywych biegów. Rozpoczyna się po opanowaniu dwunożności i rozpoczęciu wytwarzania narzędzi, a kończy (przechodzi w część lekko opadającą) przed znacznym przyspieszeniem rozwoju techniki

Autorzy przyznają, że artykuły nt. Machiavellian intelligence zawierają listę adaptacji istotnych dla korzystnych zachowań w grupie, jednak jest ona niepełna i brakuje w niej spójnej koncepcji mechanizmu ewolucji Homo. Przytaczają przykłady faktów, które spójna teoria ewolucji musi wiązać w łańcuch przyczynowo-skutkowy, np.:
- zmiana położenia krtani, umożliwiająca oddychanie przez usta (ważna dla rozwoju mowy)
- wydzielanie endorfin do krwi, sprzyjające długotrwałemu wysiłkowi fizycznemu (np. „drugi oddech” biegacza, zob. układ nagrody, euforia biegacza)

oraz pytań, na które powinna odpowiadać, np.:
- dlaczego szybki wzrost mózgu rozpoczął się 2 mln lat temu i był wykładniczy?
- dlaczego na krzywej wzrostu pojawił się punkt przegięcia?

Naukowe wyjaśnienie tych problemów wymaga stosowania jednoznacznych pojęć z dziedziny biologii i ekologii ewolucyjnej, w tym uwzględnienia zarówno zmian klimatu w plejstocenie (paleolit), jak np. informacji o zmianach anatomicznych i fizjologicznych ukierunkowanych na spożywanie określonych rodzajów pokarmu lub na ochronę organizmu przed przegrzaniem (np. redukcja owłosienia, zmiany ukrwienia skóry czaszki). W wielowątkowym przeglądzie zagadnień antropogenezy zawarto również informacje o pierwszych obserwowalnych przejawach samoświadomości u szympansa i orangutana, które starają się zetrzeć plamkę ze swojego czoła, gdy spojrzą na swoje odbicie w lustrze. Informację o tych eksperymentach skomentowano następująco:

Jednakże istnieje zasadnicza różnica pomiędzy rozpoznawaniem plamki na swym czole a elementami obrzędów pogrzebowych przypisywanych już ‘Homo sapiens neandertalensis’, nie wspominając o przepaści dzielącej rozpoznawanie plamki od wolnej woli człowieczego „ja”, oraz tego „ja” rozterek i problemów moralnych.

Autorzy książki twierdzą, że za powstanie tej przepaści odpowiadają mechanizmy ewolucyjne, które wystąpiły wyłącznie na drodze rozwoju prowadzącej do H. sapiens. Na początku tej drogi znajdowały się gracylne Australopithecinae, roślinożercy, którym nie wystarczał już pokarm roślinny – zostali łowcami. W wyniku ich ewolucyjnych zmian powstał Homo habilis, a następnie żywiący się głównie mięsem drapieżnik sawanny – Homo erectus.

### Przykłady zastosowań informatyki w antropologii
Rozdział III
W rozdziale opisano możliwości wykonywania badań procesu ewolucji obiektów niebiologicznych lub biologicznych z użyciem technik komputerowych, np. symulacje umożliwiające poznanie mechanizmów procesu, modelowanie ich przebiegu, stosowanie algorytmów genetycznych. Opisano m.in. przykład modelu ewolucji biologicznej, pozwalającego określać np. dynamikę wzrostu populacji, warunki maksymalizacji fitness, przebieg selekcji, zachodzącej dzięki zróżnicowanej przeżywalności lub przebieg adaptacji do zmiennych warunków. Przedstawiono możliwości modelowania ekologicznego (zob. np. oscylacje liczebności populacji, wpływ drapieżników na liczebność populacji ofiar).
Odnosząc się do problemów antropologii, autorzy zaprzeczyli opiniom, że powstanie gatunku H. sapiens „…jest oczekiwanym produktem «odpowiednich» warunków ekologicznych i ewolucyjnych”. Twierdzą, że oczekiwanymi produktami mogłyby być wczesne hominidy, lecz zbieg trzech adaptacji do mowy, który nastąpił (przypadkowo) na drodze do H. sapiens w zmiennych warunkach afrykańskiej sawanny, jest „niewyprowadzalny z modeli ekologicznych”, chociaż im nie zaprzecza.

### Adaptacja do „biegów na wytrwałość” (preadaptacja do rozwoju umysłu)
Rozdział IV

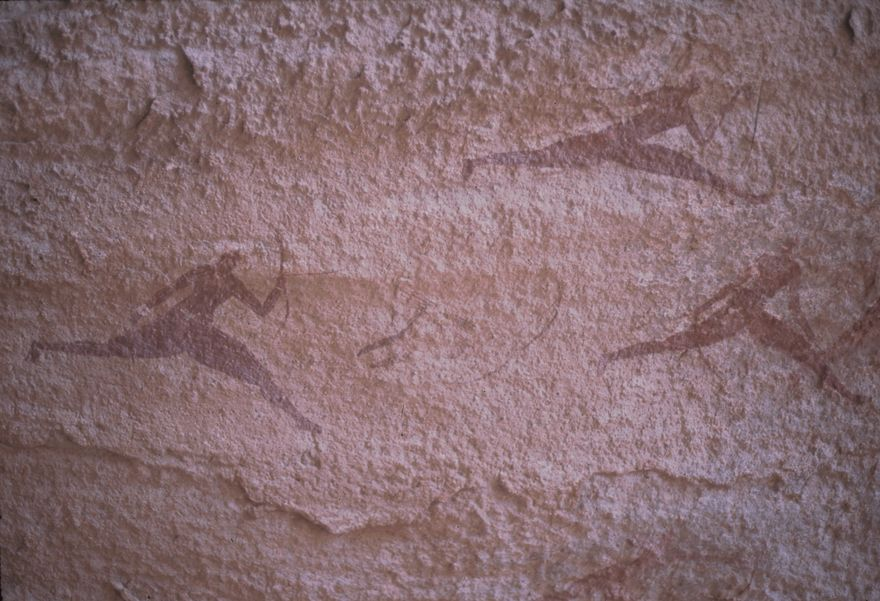
Neolityczne malowidło naskalne z Tasili Wan Ahdżar

Rozdział poświęcono adaptacji Homo do długodystansowego biegu (zob. adaptacje anatomiczne i fizjologiczne do biegu wytrwałego). Jej wystąpienie autorzy uważają za:

…najwcześniejszą z zasadniczych adaptacji w tej linii, w wyniku których powstał 'Homo sapiens sapiens'

Opisano przyczyny i przebieg wcześniejszego rozwoju dwunożności, w tym liczne i szybkie zmiany anatomiczne. Stwierdzono, że dwunożność musiała być bardzo silnie skorelowana z fitness, jeżeli utrwaliła się, mimo że zmiany budowy miednicy znacznie podwyższyły śmiertelność matek i noworodków (zob. też ewolucyjne źródła silnych więzi społecznych). Omówiono cechy chodu i biegu. Szczególnie mocno zaakcentowano informację, że w zakresie szybkości biegu 8–20 km/godz. energetyczny koszt przebycia jednostki odległości nie zmienia się, co jest „osobliwością gatunkową człowieka”. Umożliwia to wytrwały pościg za zwierzyną z taką prędkością, która jest dla niej najmniej korzystna (największe straty energetyczne).
Autorzy zdecydowanie sprzeciwiają się stosunkowo popularnym hipotezom, że wczesny człowiek był padlinożercą, a bieg był przystosowaniem np. do ucieczki przed drapieżnikami. Twierdzą (przytaczając podobne opinie innych naukowców), że co najmniej od czasu H. habilis hominid był przede wszystkim łowcą, a padlina (świeżo padłe zwierzęta) mogła być uzupełnieniem pożywienia. Argumentując to stwierdzenie piszą:

Przy ewolucyjnie niezbyt dużej skali czasu dzielącego nas od Homo erectus jedynie silna selekcja przeciw kwasom żołądkowym działającym zabójczo na bakterie mogłaby spowodować, że brak takich kwasów zostałby utrwalony (powszechny u wszystkich osobników) w populacji. Gdyby selekcja nie była tak silna, jeszcze dziś, od czasu do czasu, […] pojawialiby się osobnicy nie tylko odporni na działanie bakterii padliny, ale także tacy, którym zapach padliny nie sprawiałby przykrości, lecz, zapewne, byłby wręcz przyjemny.

Rozdziały V i VI

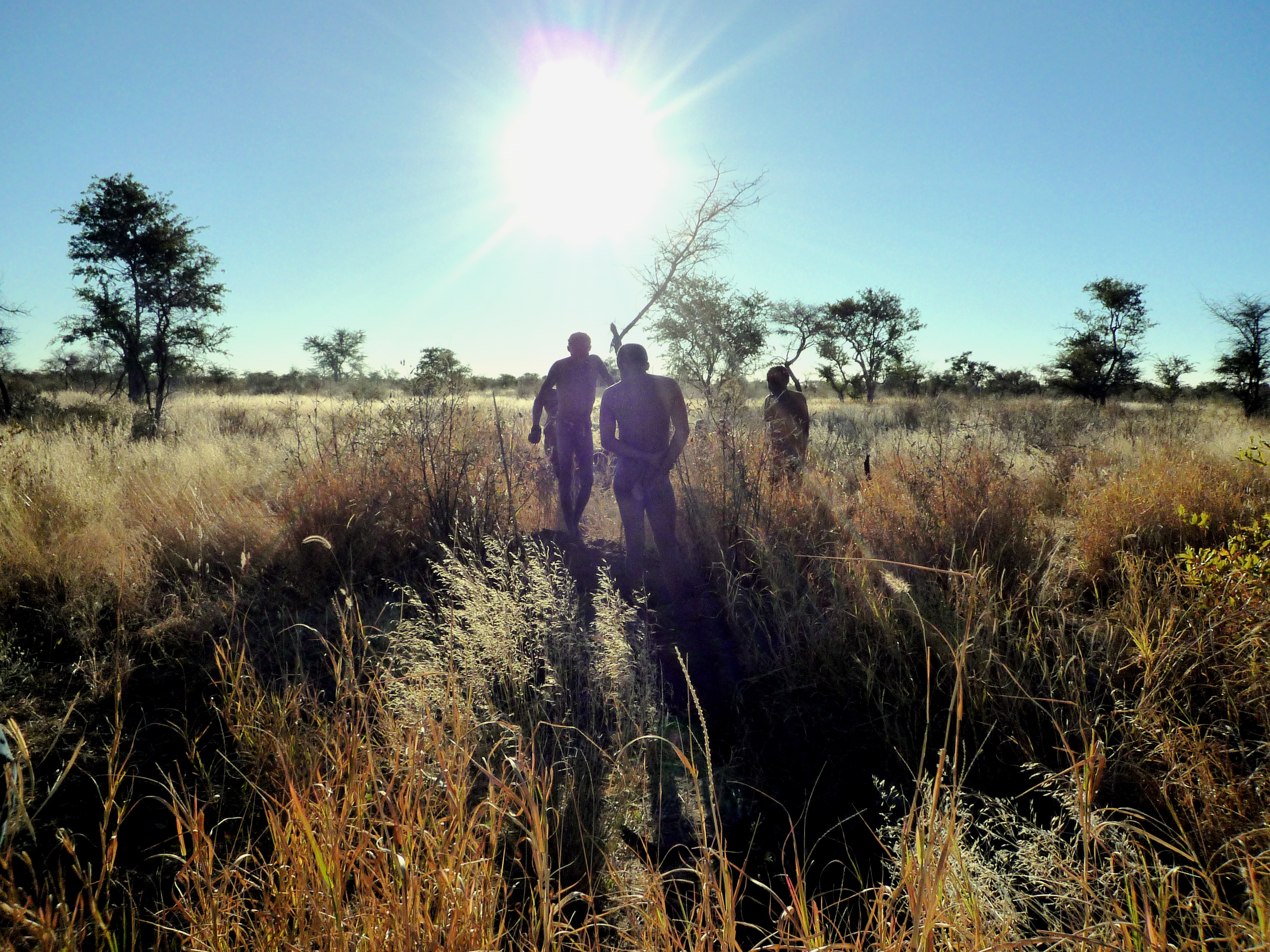
Współcześni Buszmeni

Poza omówionymi w rozdziale IV modyfikacjami anatomicznymi, zachodzącymi „od głowy do palca u nogi” (m.in. tak zmieniającymi sposób oddychania, że stało się możliwe korzystne dla biegacza uniezależnienie jego rytmu od rytmu kroków) w procesie powstawania H. sapiens wystąpiły radykalne „modyfikacje termoregulacyjne”, dzięki którym Homo stał się bardziej odporny na przegrzanie od zwierzyny, na którą polował (indywidualne polowania „na wytrzymałość”). Początkowo ścigał zapewne króliki i młode potomstwo większych ssaków, a w czasach H. erectus – najczęściej gnu. Długotrwały bieg w warunkach sawanny kończył się dla zwierzyny udarem termicznym. Wyczerpana zwierzyna była dobijana, podczas gdy inne drapieżniki spożywają swoje ofiary przed ich zabiciem.
Do tak długotrwałych biegów nie są zdolne silne drapieżniki, takie jak gepard. Mimo że osiąga prędkość 100 km/godz., może nie doścignąć zdobyczy, ponieważ zawsze rezygnuje z pościgu, gdy jego temperatura wzrośnie ponad 40 °C (długość sprintu nie przekracza 1 km). Kangur (prędkość 4–22 km/godz.) pada martwy po 1–2 godzinach. Człowiek biegnie znacznie wolniej, jednak niezwykle wytrwale – wielogodzinny bieg maratoński byłby zabójczy dla większości zwierząt, a w takich biegach biorą masowy udział współcześni ludzie (osłabieni bezruchem). Buszmeni wciąż stosują „bieg na wytrwałość” jako sposób polowania w porze suchej i ciepłej na zebry i gnu.
Przedstawiając przegląd bogatego piśmiennictwa na temat uwarunkowań wytrwałego biegu Homo, autorzy przytaczają m.in. dane dotyczące:
- wydzielania endomorfin (zob. opioidy)[35] – endogennych uśmierzaczy bólu (działających euforycznie, zob. euforia biegacza)
- istnienia rezerw glikogenu w mięśniach i wątrobie
- istnienia rezerw triglicerydów, które mogą być hydrolizowane do wolnych kwasów tłuszczowych
- możliwości odzyskiwania triglicerydów z tkanki tłuszczowej, warstwy, która pojawiła się u naczelnych dopiero w rodzaju Homo, co było prawdopodobnie związane z utratą owłosienia (brak owłosienia skóry zapobiegał przegrzewaniu w dzień, a warstwa tłuszczowa – przechłodzeniu w nocy)
- możliwości „doładowania węglowodanowego” dzięki urozmaiconej diecie (przewaga nad drapieżnikiem wyłącznie mięsożernym)

Jako mechanizm termoregulacji wielką rolę odgrywa chłodzenie ciała przez pocenie się i odparowanie potu z powierzchni nieowłosionej skóry, intensywne w czasie biegu. Już w czasie marszu z prędkością 3 km/godz. w temperaturze 35 °C na dystansie 12 km ze skóry odparowują ok. 4 litry wody, a człowiek może utracić w ten sposób nie więcej niż 10% masy ciała. Możliwość uzupełniania wody przez picie jest ograniczona nie tylko jej dostępnością – możemy wypić 1 litr w ciągu 10 minut.
Z punktu widzenia ewolucji w kierunku Homo sapiens najważniejsza jest adaptacja H. erectus do długotrwałego biegu, która wiąże się ze zmianami w mózgu.
Rozdział VII

Lokalizacja ośrodków mowy lewej półkuli

W tym rozdziale autorzy wracają do wątpliwości wyrażonej przez F. Jacoba (zob. motto) – mózg człowieka podstawową adaptacją, ale do czego? Wspominają o możliwościach komputerowego modelowania procesów zachodzących w sieciach neuronów i o wynikach badań mózgów gatunków ewolucyjnie bliskich człowiekowi. Podkreślają, że ewolucyjna zmiana mózgu H. erectus w mózg H. sapiens ma inny charakter niż np. zmiana kończyn piersiowych kręgowców w skrzydła (zob. ogólny plan budowy kończyn). Anatomicznie mózg ludzki niewiele różni się od mózgów innych naczelnych, zawiera jednak nową strukturę nałożoną na struktury stare. Zmieniły się funkcje niektórych fragmentów, w tym np. pojawiła się specjalizacja lewej półkuli mózgu w języku i mowie (funkcjom tym poświęcono najwięcej uwagi), która nastąpiła kosztem utraty funkcji wcześniejszych. Stwierdzono, że ewolucyjnie najnowsza część kory mózgowej (neo-kora nowa, neocortex, m.in. ośrodek Broki, ośrodek Wernickego) powstawała stopniowo w długim okresie rozwoju hominidów, jednak nie wiadomo, jaka była jej pierwotna funkcja. Zwrócono szczególną uwagę na opinię J.C. Ecclesa, dotyczącą porównania płatów czołowych małp i człowieka:

Jeszcze z nie w pełni rozwiniętą korą czołową hominidy mogły przejawiać niedostatki w motywacji i koncentracji

### Problemy motywacji i wysiłku woli a adaptacja niezawodnościowa (redundancja w OUN)
Rozdział VIII
Pokonywanie objawów zmęczenia, przegrzania i odwodnienia, pojawiających się w czasie długotrwałego biegu (np. maratonu), wymaga świadomej decyzji biegacza (istnienia motywacji). Autorzy książki twierdzą, że podobnych, częściowo prawdopodobnie świadomych wyborów dokonywał już H. erectus w czasie „polowań na wytrzymałość”, kontynuując pościg za zwierzyną mimo wystąpienia objawów poprzedzających grożący śmiercią udar cieplny (np. nudności, dreszcze, ból i zawroty głowy). W tych warunkach musiało dochodzić, podobnie jak współcześnie, do uszkodzeń tkanki nerwowej mózgu, przede wszystkim w móżdżku, płacie czołowym (kora ruchowa) i jądrach podstawnych. Śmiertelnym skutkom przegrzania przeciwdziałał, według hipotezy K. Fiałkowskiego (1978), funkcjonalny nadmiar neuronów – elementów systemu niezawodnościowego, zbudowanego z zawodnych elementów – redundancja zwiększająca przeżywalność łowców, „adaptacja niezawodnościowa” (zob. m.in. John von Neumann, potrójna redundancja modularna). Powstawanie nowych neuronów, przede wszystkim w tych obszarach mózgu, które najczęściej ulegają uszkodzeniom wskutek przegrzania, prowadziło do szybkiego wzrostu pojemności czaszki. Wykładniczy charakter tego wzrostu utrzymywał się przez niemal 2 mln lat.
Rozdział IX
Tempo powiększania się mózgu H. erectus, nie malejące aż do ok. 250 tys. lat temu, świadczy, że w tym okresie nie zmniejszał się powodujący adaptację nacisk selekcyjny (mimo prawdopodobnie utrzymującej się dostępności zwierzyny i braku niekorzystnych zmian warunków polowań). Twórcy hipotezy sugerują, że wykładniczy charakter tej zależności objętości mózgu od czasu był związany z selekcją ukierunkowaną na zwiększanie przeżywalności łowców w warunkach zagrażających odwodnieniem. Objaśniając zaproponowany model stosują pojęcie „punktu bez powrotu”, położonego w takiej odległości od siedliska ze źródłem wody, której biegnący łowca nie jest w stanie pokonać w drodze powrotnej bez uzupełnienia płynów. Niezależnie od wielkości i sprawności powstałych w wyniku adaptacji niezawodnościowej struktur mózgu osobników należących do danej populacji największe fitness miały osobniki o najbardziej odległym „punkcie bez powrotu” – najlepiej dostosowane do uporczywych polowań (nacisk selekcyjny był utrzymywany).

### Modele świadomości i samoświadomości, uporczywość działania
Rozdziały X i XI
Początki rozwoju nowej kory u hominidów, a nawet innych naczelnych (wypukłości, nazywane „wykwitami” lub „protuberancjami” w płacie czołowym kresomózgowia) autorzy pracy próbują zinterpretować pod kątem powstania świadomości i samoświadomości. Swoją analizę rozpoczynają cytując opinię Karla Poppera (1982):

Powstanie świadomości u zwierząt jest zapewne tajemnicą tak wielką, że porównywalną z samym powstaniem życia. Niemniej jednak należy założyć, pomimo niezgłębionych trudności, że jest to produkt ewolucji i naturalnej selekcji.

Własną analizę opierają przede wszystkim na wynikach badań konceptora – automatu opracowanego przez K. Fiałkowskiego, pracującego bez działań na liczbach. Konceptor (opisany w książce w ogólnym zarysie) „tworzy koncepty” (ang. concept formation, tworzenie pojęć) na podstawie „obserwacji otoczenia” za pomocą różnych urządzeń wejściowych (odbiera z zewnątrz zbiory deskryptorów otoczenia). Kolejne zbiory deskryptorów są zapisywane z utworzeniem „ziaren konceptów”, stopniowo rosnących w swoich „gniazdach”, wzajemnie powiązanych (struktura hierarchiczna). Powstaje w ten sposób nieścieralna trwała pamięć konceptora. Modelem świadomości jest pamięć krótkotrwała, w której, po odebraniu np. sygnału/konceptu z zewnątrz lub z najwyższej warstwy konceptora (z poziomu sterowania), pojawia się „iluminacja” różnych połączonych gniazd pamięci trwałej (np. sygnał/pojęcie „liść” może wywoływać iluminację/hipotezę „las?”).
Rozbudowane wersje konceptora są zdolne do analizy sekwencji zdarzeń zachodzących w czasie (nienumeryczny korelator), pozwalają zaobserwować np. zależność: „Błyskawica” poprzedza „grzmot”. Przedstawiono m.in. próby zastosowania konceptora do badań cech świadomości, obejmujących struktury mowy, która jest – zdaniem autorów – odzwierciedleniem uniwersalnej gramatyki mózgu.
Opierając się na modelu konceptora, stwierdzono, że powstanie mowy (nazwanie pojęć abstrakcyjnych) umożliwiło przywoływanie do świadomości (pamięć krótkotrwała) wszystkich konceptów, wcześniej interpretowanych tylko kontekstowo, takich jak reprezentacje czynności (w mowie – czasowniki), pojęcia wglądu lub „ja”, rozumianego jako samoświadomość (wcześniejszy brak nazwy nie oznaczał braku samoświadomości – autorzy używają określenia „ja nienazwane”).
Twórcy prezentowanej w książce hipotezy sugerują, że powstanie, w toku ewolucji człowiekowatych, wspomnianych wcześniej „protuberancji” (u człowieka współczesnego związanych z mową) może być interpretowane jako świadectwo „powstania nowego typu decyzyjnych zapisów dotyczących czynności, a więc i pojawiającej się samoświadomości”.

Tak więc ‘Homo habilis’ był już hominidem samoświadomym, nie wspominając o szympansach i orangutanach, których niestety nie zawsze traktujemy jako „młodszych braci w rozumie”.

Podkreślają też, że prawdopodobnie najbardziej ogólnym wskaźnikiem powstawania samoświadomości był „postęp specjalizacji w kierunku sekwencyjnej półkuli mózgowej” (lewej).
Rozdział XII
Komentując opis samorzutnego mechanizmu powstawania w konceptorze konceptu „ja”, autorzy zwracają uwagę, że taka „zaczynowa samoświadomość” osobnika może oznaczać umiejętność przewidywania skutków własnych działań, lecz ten osobnik nie musi „sam sobie uświadamiać, że samoświadomość posiada”. Nie musi też być zdolny do przypisywania innym takiej samej samoświadomości.
Piszą również m.in., że już zaczynowa samoświadomość pozwala na tworzenie reprezentacji intencji, co jednak nie musi oznaczać intencjonalności podejmowanych działań. Analizują zagadnienia związane z definicją celu działania intencjonalnego osobników samoświadomych i „zamiaru”, rozumianego jako wybrana ścieżka prowadząca do celu (np. cel szympansa: dosięgnąć wysoko wiszącego banana, zamiar: podstawić skrzynkę i wejść na nią). Sformułowanie zamiaru jest stworzeniem hipotezy, która, po doświadczalnej weryfikacji, może być zapisana w pamięci trwałej, co ułatwia w przyszłości tworzenie kolejnych hipotez.
Jeżeli próba realizacji zamiaru nie powiedzie się, osobnik może szybko zaniechać dalszych prób lub działać „uporczywie”. Według modelu konceptora uporczywość może być efektem czasowego lub stałego zablokowania dopływu informacji do pamięci krótkotrwałej (zob. też fiksacja, wyuczona bezradność, kompulsje, zaburzenia obsesyjno-kompulsyjne).
Rozdział kończą informacje na temat myślenia bez posługiwania się słowami. Przytoczono przykłady istniejących w świadomości pojęć, które trudno przywołać słowami (np. ludzka „kompetencja myślowa w zakresie zapachów”) oraz „myślenia obrazowego”, o którym pisał Albert Einstein:

Gdy przy recepcji zmysło-wrażeń powstają pamięcio-obrazy, to jeszcze nie jest «myślenie». A gdy takie obrazy tworzą ciągi, których każdy element odwołuje się do innego, to także jeszcze nie jest myślenie. Gdy jednakże pewien obraz pojawia się w wielu takich ciągach, wtedy – dokładnie przez takie nawroty, staje się on elementem porządkującym […] instrumentem, konceptem. Sądzę, że przejście ze swobodnych skojarzeń lub «marzeń» do myślenia jest określone przez mniej lub bardziej dominującą rolę, jaką odgrywa w tym «koncept».

Rozdział XIII
W rozdziale przypomniano najważniejsze wydarzenia w historii powstania Homo sapiens, interpretując je z wykorzystaniem modelu konceptora. Stwierdzono m.in.:

Należy przypuszczać, że doprowadzanie do przegrzewania mózgu wskutek uporczywego biegu, a w konsekwencji do adaptacji niezawodnościowej, to znaczy zwiększenia liczby neuronów w mózgu i połączeń między nimi, nie byłoby możliwe bez mechanizmu świadomej realizacji zamiaru.

„Selekcja na upór”, wtórna w stosunku do selekcji na oddalanie „punktu bez powrotu”, doprowadziła do utworzenia nowych nadrzędnych ośrodków sterowania. Wydaje się, że są one obecnie uśpione, lub częściowo zredukowane (mogłyby powodować zagrożenia zdrowia i życia). O możliwościach ich aktywacji świadczą wyniki eksperymentów: grupa wolontariuszy, nagradzanych pobudzaniem „ośrodka przyjemności” (zob. podwzgórze), szybko uczyła się drastycznie zwalniać rytm serca. Przypuszcza się, że podobne wykorzystanie „siły woli” może w przyszłości ułatwić leczenie chorób czynnościowych.

### Ewolucja mowy i świadomości („uczłowieczenie mózgu”)
Rozdziały XIV, XV i XVI
O mowie autorzy piszą w rozdziale XIV jako o jednej ze świadomych ludzkich czynności (poprzedzanych decyzją), takich jak chód lub bieg. Powstała wskutek ewolucji kształtującej związane z emisją głosu narządy anatomiczne (obniżenie krtani opisują jako adaptację do długotrwałych biegów, która stała się preadaptacją do mowy) i sterujące nimi ośrodki w mózgu. Przegląd tych zagadnień przedstawiają głównie na podstawie książki Philipa Liebermana Uniquely Human: The Evolution of Speech, Thought, and Selfless Behavior (1991).
W rozdziale XV problem mowy i świadomości przedstawiono w świetle założeń konceptrona, a w rozdziale XVI – biologii molekularnej.
Napisano m.in., że „mowa umożliwiła włączenie operacji negacji do repertuaru operacji logicznych modelu świadomości. Dopiero negacja wraz z poprzednio dostępnymi spójnikami logicznymi udostępnia świadomości relację równoważności [która] prowadzi do precyzyjnego rozróżniania obiektów” (zob. m.in. teoria modeli, bramka logiczna, bramka NOT, bramka AND, bramka OR). Nie wchodząc w zawiłości obszernej tematyki zwrócono uwagę, że to mowa pozwala tworzyć „rzeczywistości paralelne”, do których „wprowadza czas”. Rozdział kończy przypomnienie kolejnych etapów ewolucyjnej drogi do Homo sapiens, zakończone odpowiedzią na pytanie François Jacoba (zob. motto) – do czego mózg jest adaptacją?:

Mózg ludzki to efekt uboczny!

Na podstawie przeglądu osiągnięć w dziedzinie biologii molekularnej (genetyczne podstawy doboru naturalnego) sformułowano przypuszczenie, że zakończenie badań zmierzających do wyjaśnienia procesu przekształcania mózgu i psychiki bazalnego antropoida w mózg i psychikę Homo sapiens jest jeszcze odległe.

### Hobbici z Flores
Rozdział XVII
Rozdział dotyczy karłowatych przedstawicieli rodzaju Homo („Hobbitów z Flores”), żyjących na wyspie Flores niemal współcześnie, do ok. 13 tys. lat temu. Autorzy podjęli próbę przedstawienia tego kontrowersyjnego problemu w świetle hipotezy „adaptacji niezawodnościowej” jako preadaptacji do rozwoju umysłu Homo sapiens. Przyznali, że ma ona charakter spekulacji.
Wskazano prawdopodobieństwo, że na wyspę przybyły osobniki Homo erectus o budowie charakterystycznej dla ówczesnych populacji afrykańskich. Po zmianie warunków życia nastąpiło skarłowacenie (zjawisko dotyczyło również innych taksonów, np. stegodonów) oraz inne zmiany anatomiczne, np. stanowiące dostosowanie do nadrzewnego trybu życia (m.in. wydłużone górne kończyny). Okazały się zbędne długodystansowe biegi w warunkach odwodnienia (przyczyna „adaptacji niezawodnościowej” przez redundancję neuronów). Zniknął również nacisk selekcyjny na „uporczywość” biegu mimo zagrożenia przegrzaniem (przyczyna tworzenia się w mózgu nadrzędnego ośrodka sterującego). Mózg mieszkańców Flores nie tylko przestał rosnąć – zaczął się szybko zmniejszać (nadmiarowe neurony nie były potrzebne). Nie spowodowało to zmniejszenia się zdolności do zachowań narzędziowych – Homo floresiensis wytwarzał narzędzia kamienne podobne do produkowanych przez pierwotnego H. sapiens (znaleziono groty oszczepów, perforatory, skrobaczki). Znacznie przewyższały one jakością te, które wytwarzał H. erectus. Jest to zgodne z hipotezą autorów, że wzrost mózgu hominidów nie zachodził wskutek „selekcji na inteligencję”. Takiemu kryterium odpowiadałaby inna, mniejsza optymalna pojemność mózgu, ponieważ nadmierna złożoność systemów bywa przyczyną zmniejszenia ich sprawności.
Drugim znanym gatunkiem, którego mózg zaczął zmniejszać się po zaprzestaniu długodystansowych biegów, jest Homo sapiens. W okresie powstawania całej cywilizacji technicznej (ostatnie 30 tys. lat) mózg człowieka zmniejszał się, co jest wiązane z rozprzestrzenianiem się w tym czasie wariantu (allelu) genu microcephalin, pochodzącego prawdopodobnie od H. erectus lub neandertalczyka. O dużym nacisku selekcyjnym świadczy, że współcześnie jest obecny u ok. 70% populacji. Autorzy książki piszą, że wyjątkowo silna pozytywna selekcja introgresji świadczy, że wywoływała ona ważny pozytywny efekt. Sugerują, że zmniejszenie mózgu i stopnia pofałdowania jego kory może prowadzić do zwiększenia sprawności OUN.

### Dwoistość natury ludzkiej
Rozdział XVIII
Ukształtowanie się mózgu, który umożliwia człowiekowi korzystanie z mowy (zawierającej określenia pojęć abstrakcyjnych) i tworzenie „paralelnych rzeczywistości”, doprowadziło do „wyzwolenia myśli spod dyktatu genów”, co wyrażono m.in. słowami:

Poczynając od działalności charytatywnej, poprzez hobbystyczną hodowlę kwiatów, do amatorskiego malarstwa i dziesiątek innych tego rodzaju działań ludzie niezbicie dowodzą, że nie są w pełni opisywalni darwinowskim paradygmatem.

Mimo „uwolnienia myśli” ludzie wciąż pozostają w zasięgu oddziaływania ogólnych praw biologii. W rozdziale przedstawiono niektóre poglądy na temat antagonizmu między czynnikami biologicznymi i kulturowymi, co T. Bielicki (1991) wyrażał np. słowami:

…człowiek jest z natury swej istotą dwoistą, niejako utkaną z dwóch materiałów. Idea ta jest wyrażana bardzo rozmaicie, na przykład jako przeciwstawienia: ciało–dusza, pierwiastek zwierzęcy–pierwiastek boski, zło–dobro, porządek naturalny–porządek moralny, natura–kultura, namiętność–rozum, pokusy–sumienie, egoizm–altruizm, Id–superego…

Jedna z propozycji przedstawionych w książce pochodzi z pracy K. Fiałkowskiego (1990), dotyczącej próby „…określenia darwinowskiego mechanizmu powstawania norm moralnych”. Autor uznaje człowieka za element „grupy systemowej” (np. społeczność lokalna, wspólnota religijna), która zapewnia mu „otoczkę społeczną”, gwarantującą wyższą finness, niż osiągalna poza grupą. W grupie człowiek znajduje się na dwu różnych systemowych poziomach hierarchicznych: jako osobnik biologiczny podlega prawom biologii, jako element systemu organizacyjnego – prawom moralnym, które zapewniają trwałość grupy odgrywając analogiczną rolę, jak jednolitość genetyczna w grupie organizmów (zob. też dobór krewniaczy, altruizm krewniaczy, dobór grupowy, moralność a psychologia ewolucyjna).

### Przetwarzanie analogii i kolejne pytania
Rozdział XIX
W podsumowaniu książki stwierdzono m.in. że mowa jest „szóstym zmysłem” człowieka (zob. postrzeganie pozazmysłowe, intuicja, instynkt), dzięki któremu w świadomości powstaje, obok budowanej przez zmysły „sceny zewnętrznej”, „scena wewnętrzna”. Obie „sceny” są „migawkami” tego, co jest łącznie przywoływane z pamięci trwałej do świadomości – pamięci krótkotrwałej. Zgodnie z modelem konceptora w ludzkiej świadomości „iluminację” wywołuje np. słowo. „Uśrednione znaczenie” słów powinno być względnie stałe, podobne dla wszystkich odbiorców tych znaków, ale:

…to, co otrzymujemy z przekazu rozmówcy, jest uzupełniane i modyfikowane przez kontekst zawarty w naszej pamięci. Sztuką nadawcy komunikatu mowy jest taki dobór słów, by wytworzyć w świadomości odbiorcy jak największy, w intencji nadawcy, efekt iluminacji. Wiedzą o tym poeci, pisarze, politycy, reklamotwórcy…

W niektórych przypadkach, np. w przypadku nowych dziedzin pracy naukowej, zbiór konceptów bywa niewystarczający i badacze (np. wspomniany powyżej Albert Einstein) używają „symboli obrazopodobnych”.

Być może ucieczka (a właściwie powrót) do przetwarzania bezsłownego, właściwego dla przetwarzania sceny zewnętrznej, wiąże się również z nieświadomym usiłowaniem uruchomienia innych niż świadomościowe (tzn. odnoszących się do sceny wewnętrznej) mechanizmów przetwarzania informacji w mózgu.

Tajemnicze mechanizmy podświadomego, intuicyjnego klasyfikowania zbiorów sygnałów werbalnych i niewerbalnych i „przetwarzania analogii”, wiązane z pojęciem inteligencja, są wciąż przedmiotem badań. Przypuszcza się, że

…intuicyjne rozpoznawanie klasy analogii „przyjaciel”, „spolegliwy”, „obłudny” było jednym z ewolucyjnie najistotniejszych zadań dla mechanizmów przetwarzania analogii, powstającego u naszych przodków. Właśnie ta selekcja była realizowana mechanizmami proponowanymi przez ‘Machiavelian Inteliiigence’. […] Należy sądzić, że zdolność do przetwarzania analogii jest u człowieka wrodzona (genetyczna) jako sposób organizacji przetwarzania mózgu.

W końcowych akapitach podsumowania książki Homo przypadkiem sapiens autorzy zawarli m.in. myśl:

Nie naszym, przypadkowo powstałym i zapewne, również z tego powodu, niezbyt doskonałym umysłem sądzić i rozstrzygać, na przykład, o metodach kreacji, z mocnym, choć nieartykułowanym przeświadczeniem, że nasze ludzkie rozumienie „przypadku” jest jedynie prawdziwe i uniwersalne.